# Carlos Ramos Rivera
Carlos Humberto Ramos Rivera (Santiago, Chile, 29 de abril de 1958) es un exfutbolista y director técnico chileno. Jugador referente en Audax Italiano donde jugó nueve temporadas. Fue presidente del Sindicato de Futbolistas Profesionales de Chile entre 1994 y 1997. Desde 2018 preside el directorio del Colegio de Técnicos de Chile.

## Trayectoria
Carlos Ramos se inició en 1974 en las divisiones inferiores de Audax Italiano, donde debuta en primera división en 1979, con el club italico cumple destacadas campañas en donde sobresale la final de la Copa Chile alcanzada en 1981, cayendo ante Colo-Colo. 
Luego de un breve paso por Universidad de Chile en 1984, continua su carrera en Deportes Iquique, Cobresal, Unión La Calera y Audax Italiano, donde se retira como futbolista profesional en 1994.
Ya como director técnico dirigió a Santiago Morning en 1995 y 1996. 
En 1997 siendo presidente del Sindicato de Futbolistas Profesionales de Chile (SIFUP) encabezó la primera gran huelga de futbolistas en Chile, paralización que duró cuatro semanas.

## Selección nacional
Fue parte de la Selección olímpica de Chile que participó en los Juegos Olímpicos de Los Ángeles 1984, en donde disputó los cuatro partidos jugados por Chile.
Por la Selección de fútbol de Chile disputó dos partidos en 1989, ante Ecuador en Guayaquil (0–1) y ante la Selección de Colombia por la Copa Centenario de Armenia (0–1)

#### Participaciones en Juegos Olímpicos
| Olimpiadas                           | Sede           | Resultado        |
| ------------------------------------ | -------------- | ---------------- |
| Juegos Olímpicos de Los Ángeles 1984 | Estados Unidos | Cuartos de final |

#### Partidos internacionales
| 1     | 29 de enero de 1989  | Estadio del Barcelona Sporting Club, Guayaquil, Ecuador | Ecuador    | 1-0 | Chile |   |  | Orlando Aravena | Amistoso                   |
| 2     | 5 de febrero de 1989 | Estadio Centenario, Armenia, Colombia                   | Colombia   | 1-0 | Chile |   |  | Orlando Aravena | Copa Centenario de Armenia |
| Total | Total                | Total                                                   | Presencias | 2   | Goles | 0 |  |                 |                            |

| Selección chilena | Selección chilena | Selección chilena |
| Año               | Partidos          | Goles             |
| ----------------- | ----------------- | ----------------- |
| 1989              | 2                 | 0                 |
| Total             | 2                 | 0                 |

## Clubes

### Como jugador
| Club                 | País  | Año       |
| -------------------- | ----- | --------- |
| Audax Italiano       | Chile | 1979-1983 |
| Universidad de Chile | Chile | 1984      |
| Audax Italiano       | Chile | 1985-1986 |
| Deportes Iquique     | Chile | 1987-1989 |
| Cobresal             | Chile | 1990-1991 |
| Unión La Calera      | Chile | 1992      |
| Audax Italiano       | Chile | 1993-1994 |

### Como entrenador
| Club             | País  | Año       |
| ---------------- | ----- | --------- |
| Santiago Morning | Chile | 1995-1996 |

## Palmarés

### Como entrenador

#### Campeonatos nacionales
| Título           | Club             | País  | Año  |
| ---------------- | ---------------- | ----- | ---- |
| Tercera División | Santiago Morning | Chile | 1996 |